# Blair Parry-Okeden
Blair Parry-Okeden (* 1950 in Honolulu, Hawaii) ist eine australische Erbin und laut Forbes die reichste Person Australiens und eine der reichsten Frauen der Welt. Mitte 2019 wurde ihr Vermögen auf 10 Milliarden US-Dollar geschätzt.

## Leben
Parry-Okeden wurde an der von ihrer Mutter Barbara Cox Anthony gegründeten La Pietra: Hawaii School for Girls unterrichtet. Danach machte sie eine Ausbildung als Lehrerin. 1977 heiratete sie den Australier Simon Parry-Okeden, mit dem sie zwei Söhne hat. Das Ehepaar ist inzwischen geschieden. Parry-Okeden lebt heute weiterhin in Australien auf einem von ihrer Mutter erworbenen Grundstück. Nach dem Tod ihrer Mutter erbte Parry-Okeden 2007 25 % der Anteile an Cox Enterprises, welches von ihrem Großvater James M. Cox gegründet wurde. Sie hat derzeit keine Rolle in der Firma, die von ihrem Bruder James C. Kennedy geleitet wird.